# David Luechtefeld
David Luechtefeld é um político de Illinois, sendo membro do Senado de Illinois, representando o 58º distrito desde 1995, e é o líder da minoria. 